# Aurboda
U nordijskoj mitologiji, Aurboða (ili Aurboda) je div-žena (ženski jötunn). Njezin je suprug (morski ili zemljani) div Gymir, a kći im je božica Gerðr, žena boga Freya te majka kralja Fjölnira. (Moguće je da je također majka diva Belija, kojeg je ubio Frey.)

## Pogledajte također
- Angrboða